# I Need Your Love
"I Need Your Love" é uma canção do disc jockey (DJ) escocês Calvin Harris, contida em seu terceiro álbum de estúdio 18 Months (2012). Conta com a participação da cantora inglesa Ellie Goulding. Foi composta e produzida por Harris, com o auxílio na escrita por Goulding. A faixa foi adicionada nas estações de rádio estadunidenses em 2 de abril de 2013, e nas britânicas no dia seguinte, servindo como o sétimo single do disco. A música está presente na trilha sonora do game Pro Evolution Soccer 2015

## Faixas e formatos
| Download digital |                                         |         |  |
| N.º              | Título                                  | Duração |  |
| 1.               | "I Need Your Love" (Nicky Romero Remix) | 5:44    |  |
| 2.               | "I Need Your Love" (Jacob Plant Remix)  | 4:50    |  |

| CD single da Alemanha |                                         |         |  |
| N.º                   | Título                                  | Duração |  |
| 1.                    | "I Need Your Love"                      | 3:58    |  |
| 2.                    | "I Need Your Love" (Nicky Romero Remix) | 5:43    |  |

| Download digital da Alemanha |                                         |         |  |
| N.º                          | Título                                  | Duração |  |
| 1.                           | "I Need Your Love"                      | 3:54    |  |
| 2.                           | "I Need Your Love" (Jacob Plant Remix)  | 4:49    |  |
| 3.                           | "I Need Your Love" (Nicky Romero Remix) | 5:43    |  |
| 4.                           | "I Need Your Love" (vídeo musical)      | 3:46    |  |

## Desempenho nas tabelas musicais
| Tabela musical (2012-13)                                      | Melhor posição |
| ------------------------------------------------------------- | -------------- |
| Alemanha (Media Control Charts)                               | 13             |
| Austrália (ARIA Charts)                                       | 3              |
| Áustria (Ö3 Austria Top 40)                                   | 3              |
| Brasil (Brasil Hot 100 Airplay)                               | 100            |
| Brasil (Brasil Hot Pop Songs)                                 | 38             |
| Bélgica (Ultratop 50 de Flandres)                             | 8              |
| Bélgica (Ultratop 40 da Valônia)                              | 7              |
| Canadá (Canadian Hot 100)                                     | 13             |
| Dinamarca (Tracklisten)                                       | 17             |
| Escócia (The Official Charts Company)                         | 3              |
| Eslováquia (IFPI Slovenská Republika)                         | 1              |
| Espanha (Productores de Música de España)                     | 26             |
| Estados Unidos (Billboard Hot 100)                            | 16             |
| Estados Unidos (Dance/Electronic Songs)                       | 3              |
| Estados Unidos (Hot Dance Club Songs)                         | 1              |
| Estados Unidos (Pop Songs)                                    | 6              |
| Finlândia (IFPI Finlândia)                                    | 4              |
| França (Syndicat National de l'Édition Phonographique)        | 10             |
| Hungria (Magyar Hanglemezkiadók Szövetsége)                   | 7              |
| Irlanda (Irish Recorded Music Association)                    | 6              |
| Itália (Federazione Industria Musicale Italiana)              | 18             |
| Nova Zelândia (Recording Industry Association of New Zealand) | 15             |
| Noruega (VG-lista)                                            | 19             |
| Países Baixos (MegaCharts)                                    | 29             |
| Reino Unido (UK Singles Chart)                                | 4              |
| Reino Unido (UK Dance Chart)                                  | 3              |
| Chéquia (IFPI Česká Republika)                                | 1              |
| Suécia (Sverigetopplistan)                                    | 3              |
| Suíça (Schweizer Hitparade)                                   | 6              |

| Tabela musical (2012-13)                | Posição |
| --------------------------------------- | ------- |
| Canadá (Canadian Hot 100)               | 45      |
| Estados Unidos (Billboard Hot 100)      | 56      |
| Estados Unidos (Dance/Electronic Songs) | 9       |
| Estados Unidos (Pop Songs)              | 21      |

| País                  | Certificação |
| --------------------- | ------------ |
| Alemanha (BVMI)       | Ouro         |
| Austrália (ARIA)      | 2× Platina   |
| Bélgica (BEA)         | Ouro         |
| Estados Unidos (RIAA) | Ouro         |
| Itália (FIMI)         | Ouro         |
| Nova Zelândia (RIANZ) | Ouro         |
| Reino Unido (BPI)     | Ouro         |
| Suécia (GLF)          | Platina      |

## Histórico de lançamento
| País           | Data                | Formato          | Gravadora                         |
| -------------- | ------------------- | ---------------- | --------------------------------- |
| Estados Unidos | 2 de abril de 2013  | Rádio mainstream | Columbia, Interscope              |
| Reino Unido    | 22 de abril de 2013 | Rádio mainstream | Deconstruction, Fly Eye, Columbia |